# Follow the Leader (album d'Eric B. & Rakim)
Pour les articles homonymes, voir Follow the Leader.
Albums de Eric B. & Rakim
Paid in Full
(1987) Let the Rhythm Hit 'Em
(1990)
Singles
1. Follow the Leader
Sortie : 1988
2. The R
Sortie : 1989

Follow the Leader est le deuxième album studio d'Eric B. & Rakim, sorti le 25 juillet 1988.
En 1998, le magazine américain The Source l'a classé parmi les « 100 meilleurs albums de rap ».
Classé 7e au Top R&B/Hip-Hop Albums et 22e au Billboard 200, il a été certifié, aux États-Unis, disque d'or le 27 septembre 1988 par la RIAA.

## Liste des titres
| No  | Titre                   | Contient un (des) sample(s) de | Durée |
| --- | ----------------------- | --- | ----- |
| 1.  | Follow the Leader       | Listen to Me de Baby Huey Nautilus de Bob James I Wouldn't Change a Thing de Coke Escovedo I Know You Got Soul d'Eric B. & Rakim                     | 5:36  |
| 2.  | Microphone Fiend        | Silly Rabbit, Trix Are for Kids du Trix Rabbit and The Trix Kids School Boy Crush de l'Average White Band Change the Beat (Female Version) de Beside | 5:17  |
| 3.  | Lyrics of Fury          | Funky Drummer de James Brown No Head, No Backstage Pass de Funkadelic                                                                                | 4:15  |
| 4.  | Eric B. Never Scared    | The Champ des Mohawks Get Up, Stand Up de Bob Marley and The Wailers Those Shoes des Eagles Eric B. Is President d'Eric B. & Rakim                   | 5:21  |
| 5.  | Just a Beat             | Pussyfooter de Jackie Robinson | 2:07  |
| 6.  | Put Your Hands Together | Long Red de Mountain Son of Scorpio de Dennis Coffey Scratchin' de The Magic Disco Machine Give It to You d'Upp                                      | 5:15  |
| 7.  | To the Listeners        | Fat City Strut de Mandrill God Make Me Funky des Headhunters featuring The Pointer Sisters                                                           | 4:32  |
| 8.  | No Competition          | Space Funk de Manzel | 3:52  |
| 9.  | The R                   | Rock Creek Park des Blackbyrds | 3:55  |
| 10. | Musical Massacre        | It's Just Begun du Jimmy Castor Bunch Change the Beat (Female Version) de Beside I Know You Got Soul d'Eric B. & Rakim                               | 4:29  |
| 11. | Beats for the Listeners | | 4:08  |

| 12. | The R (Remix) (Remix de DJ Mark et The 45 King)              | Nautilus de Bob James Rock Creek Park des Blackbyrds Change the Beat (Female Version) de Beside I Know You Got Soul d'Eric B. & Rakim Paid in Full d'Eric B. & Rakim Wishing Well de Terence Trent D'Arby The Way You Make Me Feel de Michael Jackson | 9:21 |
| 13. | Microphone Fiend (Extended Remix)                            | Change the Beat (Female Version) de Beside | 5:20 |
| 14. | Put Your Hands Together (FON Force Mix) (Remix de Fon Force) | | 5:28 |